# Remnants
Remnants è l'undicesimo album in studio della cantante country statunitense LeAnn Rimes, pubblicato nel 2016.

## Tracce
1. The Story – 3:24
2. Love Line – 4:03
3. Outrageous Love – 3:15
4. Mother – 3:59
5. Remnants – 3:22
6. Long Live Love – 3:19
7. How to Kiss a Boy – 4:27
8. Love Is Love Is Love – 3:50
9. Learning Your Language – 3:48
10. I Couldn't Do That to Me – 4:27
11. Humbled – 3:07
12. Do It Wrong with Me – 3:11
13. Dang Dang – 3:41
14. Give Me Something (I Can’t Give Myself) (solo su CD) – 2:51